# Pearl Poet
Le Pearl Poet ou Gawain Poet est un poète anglais anonyme de la seconde moitié du XIVe siècle.
Il est l'auteur des quatre poèmes en moyen anglais conservés dans le manuscrit Cotton Nero A.x de la British Library : Pearl, Patience, Cleanness et Sire Gauvain et le Chevalier vert. D'après le dialecte utilisé dans ces textes, il serait originaire du comté du Cheshire, dans le nord-ouest des Midlands. Un autre poème présentant ce dialecte, Saint Erkenwald, lui a été attribué à partir de la fin du XIXe siècle, mais cette attribution est aujourd'hui abandonnée.

## Identité
Plusieurs hypothèses sur l'identité du Pearl Poet ont été avancées et rejetées depuis le XIXe siècle. En 1839, le premier éditeur de Sire Gauvain, Frederic Madden, attribue les poèmes du manuscrit Cotton à l'Écossais Huchoun (en), une idée rapidement rejetée. En 1928, Oscar Cargill et Margaret Schlauch proposent que Pearl soit une élégie dédiée à la princesse Margaret, la fille du comte de Pembroke, rédigée par John Donne ou John Prat, des membres de sa maisonnée. Une théorie populaire entre les années 1950 et 1970 identifie le Pearl Poet à un certain Hugh ou John Massey de Cotton, dans le Cheshire. Elle s'appuie sur de prétendus messages codés cachés sous forme d'anagrammes ou d'acrostiches dans le texte des poèmes.